# Cañones
Cañones è un census-designated place (CDP) degli Stati Uniti d'America della contea di Rio Arriba nello Stato del Nuovo Messico. La popolazione era di 118 persone al censimento del 2010.

## Geografia fisica
Secondo lo United States Census Bureau, ha un'area totale di 10,72 km², tutte occupate da terre.

## Società

### Evoluzione demografica
Secondo il censimento del 2010, c'erano 118 persone.

### Etnie e minoranze straniere
Secondo il censimento del 2010, la composizione etnica del CDP era formata dal 44,92% di bianchi, il 5,93% di afroamericani, lo 0,85% di nativi americani, lo 0% di asiatici, lo 0% di oceanici, il 42,37% di altre razze, e il 5,93% di due o più etnie. Ispanici o latinos di qualunque razza erano il 92,37% della popolazione.